# Garfagnina
Garfagnina hay Garfagnana là một giống dê bản địa của vùng núi Garfagnana phía bắc của Lucca, ở Tuscany ở miền trung nước Ý, từ đó nó lấy tên theo địa danh này. Giống dê này được nuôi dưỡng trong khu vực đó, và nó là sự kết hợp của các giống dê Camporgiano, Careggine, Castelnuovo di Garfagnana, Fosciandora, Minucciano, Pieve Fosciana, Vergemoli và Villa Collemandina; trong các cộng đồng chăn nuôi gia súc của Bagni di Lucca, Barga, Coreglia Antelminelli và Fabbriche di Vallico trong Media Valle del Serchio; và trong khu vực lịch sử của Controneria, về phía đông bắc Bagni di Lucca. Nó cũng có thể được gọi là Capra della Media Valle del Serchio hoặc Capra della Controneria. Nó có lẽ là tàn dư cuối cùng của loại dê Apennine của Emilia, Liguria và Tuscany.
Garfagnina là một trong bốn mươi ba giống dê của Ý phân bố hạn chế, trong đó một cuốn sách gia phả được lưu giữ bởi Associazione Nazionale della Pastorizia, hiệp hội chăn nuôi cừu và dê quốc gia Ý. Loài này trong quá khứ nhiều hơn rất nhiều; tổng số cá thể ước tính giảm từ khoảng 5000 đến 2500 giữa năm 1989 và 2006. Vào cuối năm 2013, số đăng ký là 354.
Năng suất sữa trung bình của Garfagnina là 215 lít trong 195 ngày. Sữa trung bình có 3,97% chất béo và 3,32% protein.
Dê non bị giết mổ khoảng 40 ngày, khi chúng nặng khoảng 11 kg.